# Obchodní centrum Frýda
Obchodní centrum Frýda se nalézá na pravém břehu Ostravice v sousedství haly Polárka ve Frýdku. Bylo slavnostně otevřeno 13. listopadu 2014. Na ploše 14 1932 m² je několik desítek obchodů, supermarket Billa, 5D kino, restaurace, kavárny a rychlé občerstvení KFC.